# Ratusz w Stuttgarcie
Ratusz w Stuttgarcie przy Marktplatz 1 jest siedzibą władz miasta Stuttgart, stolicy niemieckiego kraju związkowego Badenia-Wirtembergia. Po Ratuszu Staromiejskim z 1456 r. i Nowym Ratuszu z 1905 r., dzisiejszy ratusz z 1956 r. jest trzecim budynkiem w tym miejscu. Wieża z zegarem i carillonem ma 61 metrów wysokości.

## Opis

### Lokalizacja i otoczenie
Bezpośrednio przed ratuszem znajduje się rynek w Stuttgarcie, a niedaleko także kolegiata i Stary Zamek. Teren (dawnego) Starego Miasta położony jest w tylnej części ratusza. W podziemiach ratusza funkcjonuje Restauracja Ratskeller.

### Połączenia komunikacyjne
Ratusz w Stuttgarcie jest połączony z siecią transportu publicznego VVS poprzez przystanek o tej samej nazwie. Jest on obsługiwany przez różne linie kolei miejskiej i autobusów miejskich.

## Historia

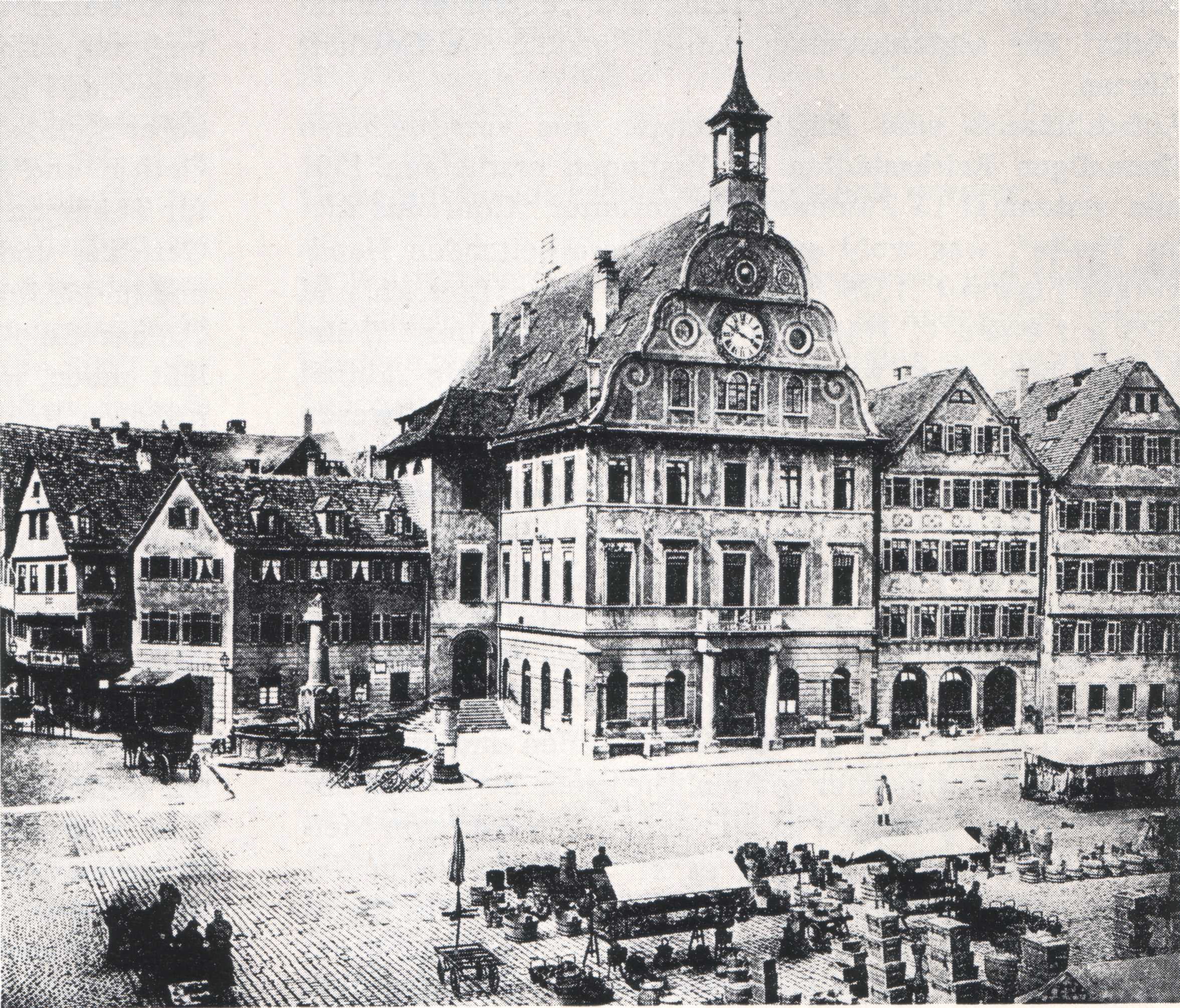
Ratusz Staromiejski (1456–1899)

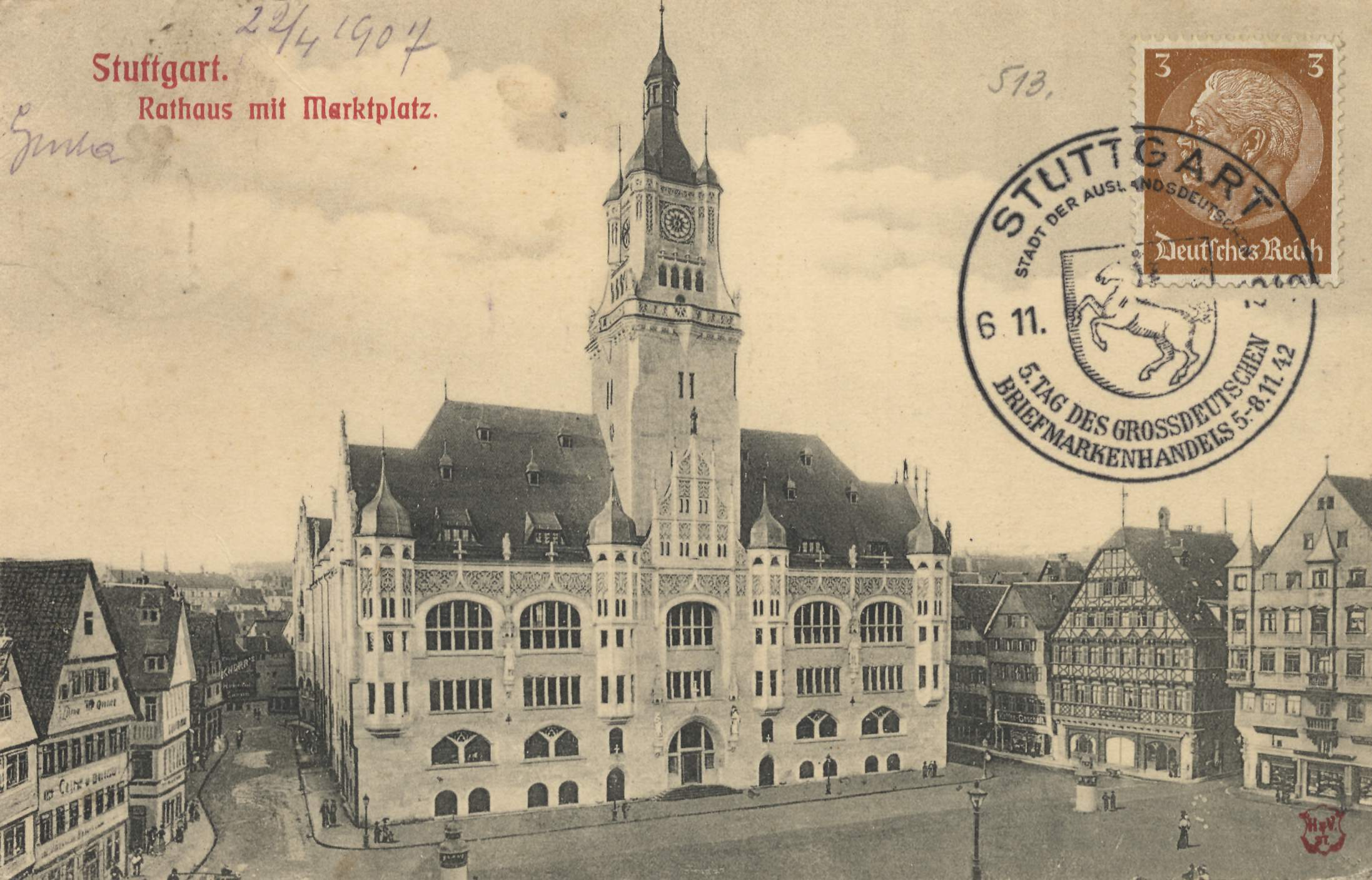
Nowy Ratusz (1905–1953)

W miejscu dzisiejszego ratusza w latach  1456–1899 znajdował się Ratusz Staromiejski w stylu niemieckiego renesansu. Po jego wyburzeniu, w latach 1905–1953 stał w tym miejscu Nowy Ratusz w stylu niemieckiego renesansu i gotyku flamandzkiego. Ten historyczny budynek został zbudowany w latach 1899–1905 wg projektu architektów Heinricha Jassoya i Johannesa Vollmera. Spłonął w 1944 r. podczas bombardowań alianckich w II wojnie światowej. Choć odbudowa była możliwa, podjęto decyzję o budowie nowego budynku ze względu na pogardę dla ówczesnej architektury zabytkowej. Po konkursie w 1950 r., w latach 1953–1956 wybudowano dzisiejszy ratusz, będący syntezą planów Hansa Paula Schmohla i Paula Stohrera. W nowym budynku zachowano fragmenty dwóch skrzydeł bocznych, a we wnętrzu nowej wieży ratuszowej – jako szkielet wewnętrzny – zachowano poprzednią, obniżoną w wysokości wieżę. Skrzydło od strony rynku zostało zaprojektowane w formie nawiązującej do stylu międzynarodowego. W 1968 r. na rogu Hirschstrasse i Marktplatz ponownie zainstalowano rzeźbę Stuttgardia z 1905 r., zdjętą z ruin Nowego Ratusza przed jego wyburzeniem.
W latach 2002–2004 ratusz został odnowiony według projektu Belz, Kucher und Partner pod kierunkiem Waltera Belza za 26 milionów euro i dostosowany do najnowszych standardów technicznych, łącznie z wymianą okładziny wapiennej na elewacji.
Dzisiejszy ratusz ma 220 biur i 3 sale konferencyjne, z których największa ma 520 miejsc. Zatrudnionych jest około 270 pracowników.

## Cechy szczególne

### Carillon
Częścią budynku jest wieża z carillonem, który codziennie o 11:05, 12:05, 14:35, 18:35 i 21:35 na 30 dzwonach wygrywa wybrane pieśni ludowe. 

### Windy paternoster
W foyer, starej części budynku i skrzydle od strony rynku znajdują się windy paternoster. Windy komunikacyjne, które kursują po czterech piętrach ratusza, są wyjątkowe w porównaniu z 231 pozostałymi paternosterami w Niemczech, ponieważ w przeciwieństwie do większości innych paternosterów nie zostały zamknięte i są ogólnodostępne. Ostatni remont paternosterów trwał przez osiem tygodni latem 2015 roku i został zakończony 28 stycznia. Uroczyste uruchomienie wind po remoncie nastąpiło w lipcu 2015 r. Od października 2019 r. do stycznia 2020 r. windy były nieczynne w celu wyjaśnienia kwestii odpowiedzialności za wypadek, który wydarzył się w jednej z wind. Od czasu ponownego uruchomienia poprawiono zalecenia związane z bezpieczeństwem; służby porządkowe mają kontrolować korzystanie z wind podczas ważnych wydarzeń.

## Galeria

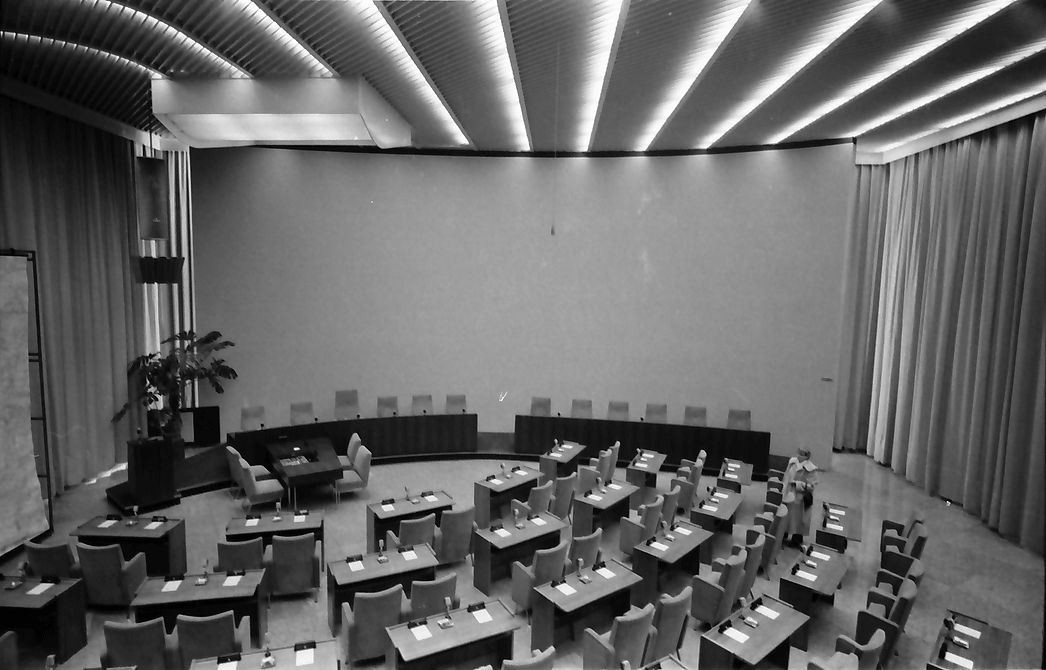
Nowa sala rady miasta, 1957
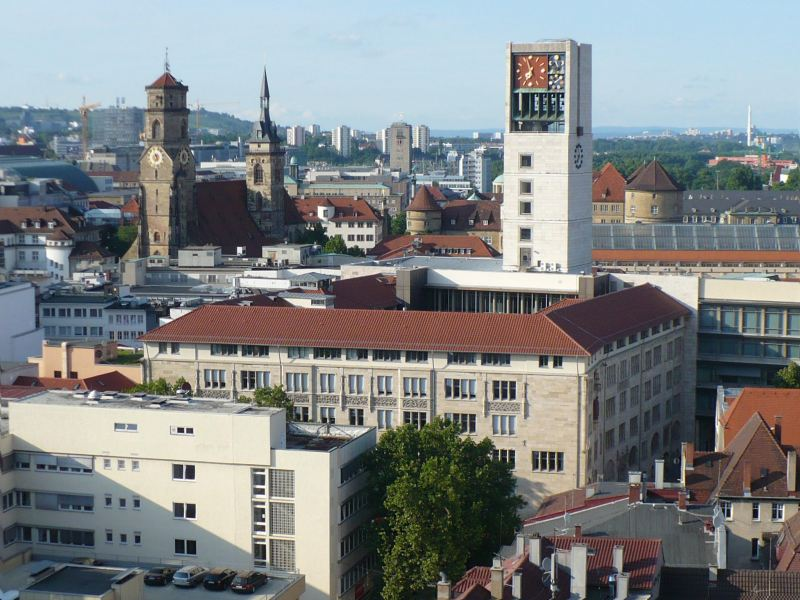
Widok z wieży Tagblatt na tylną część ratusza
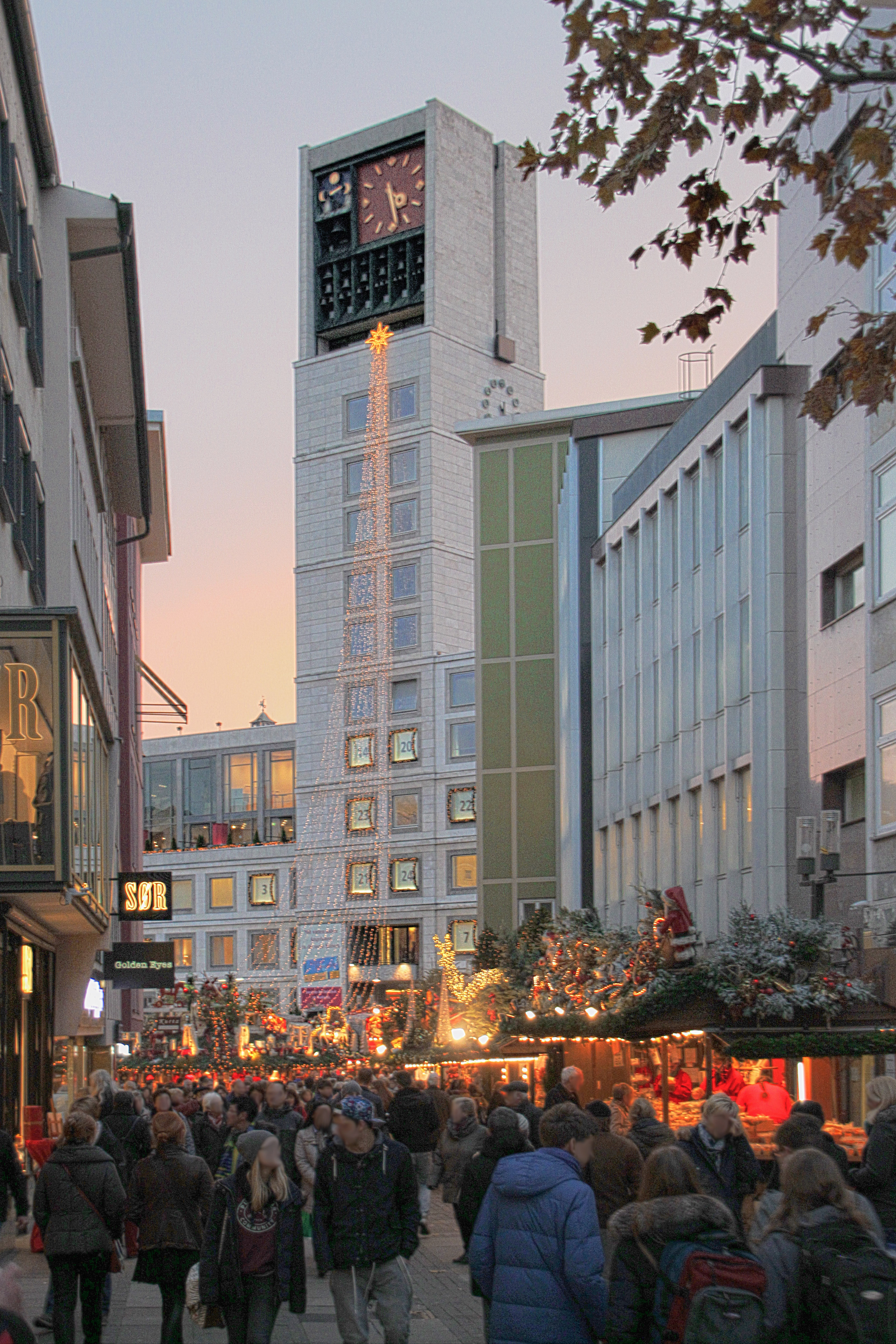
Jarmark bożonarodzeniowy przed ratuszem
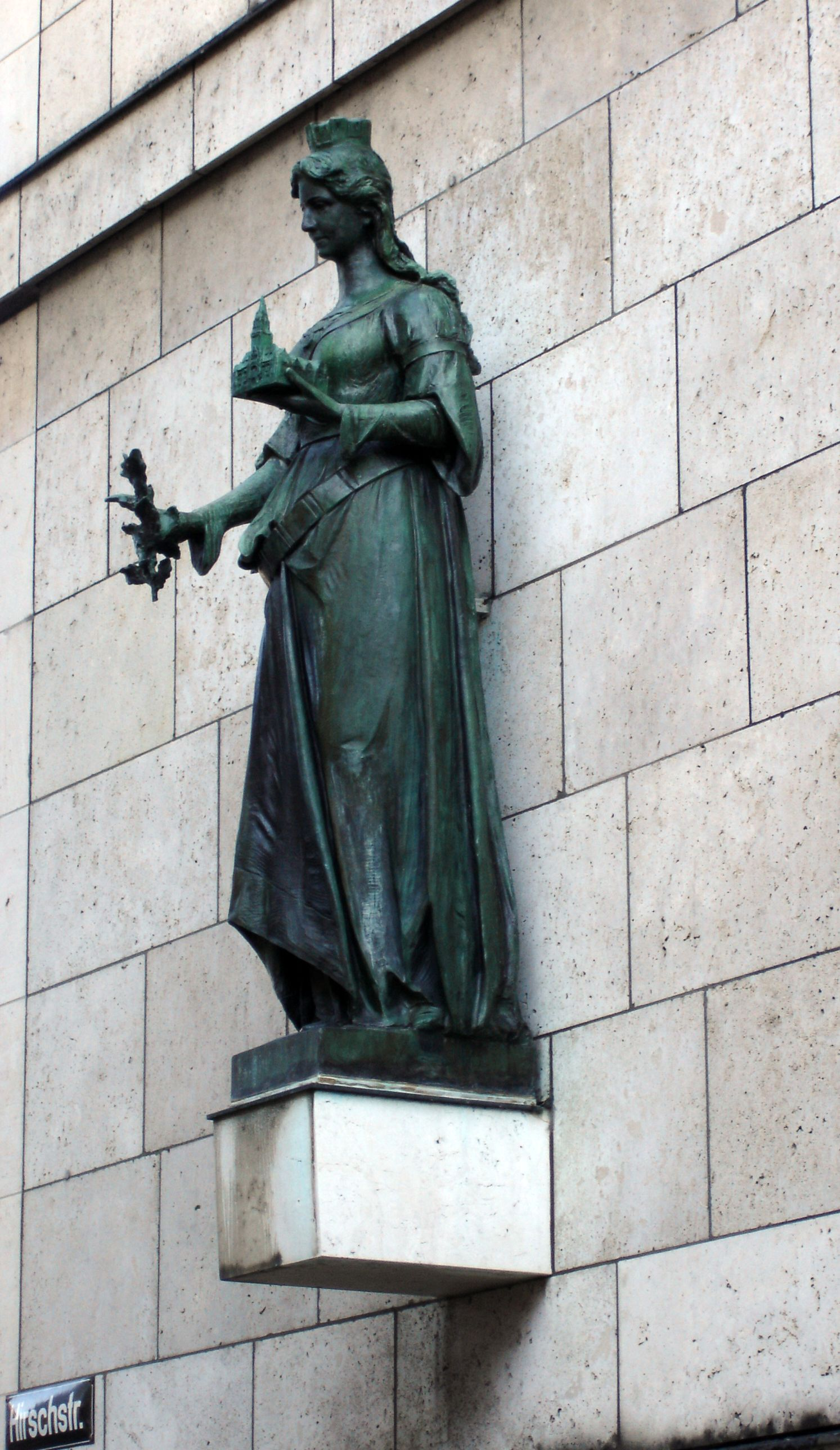
Rzeźba Stuttgardii
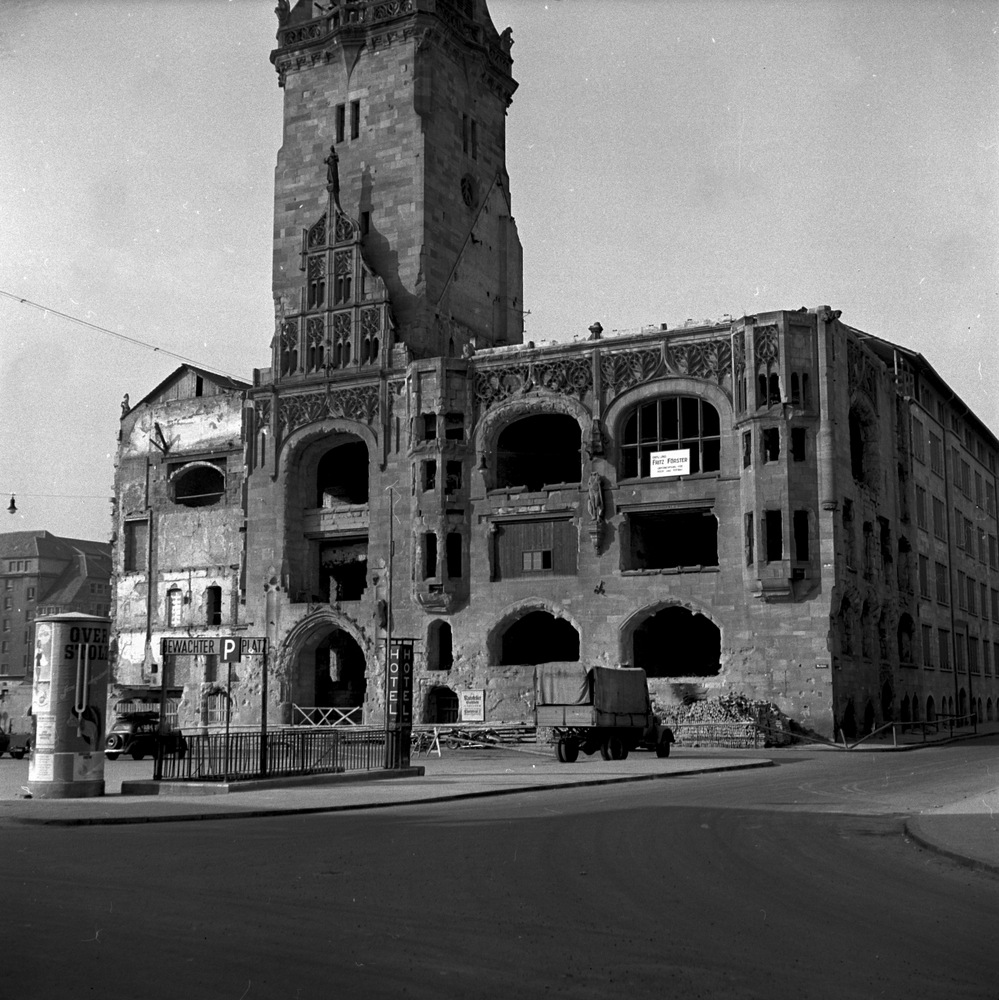
Nowy Ratusz po zniszczeniach w czasie II wojny światowej
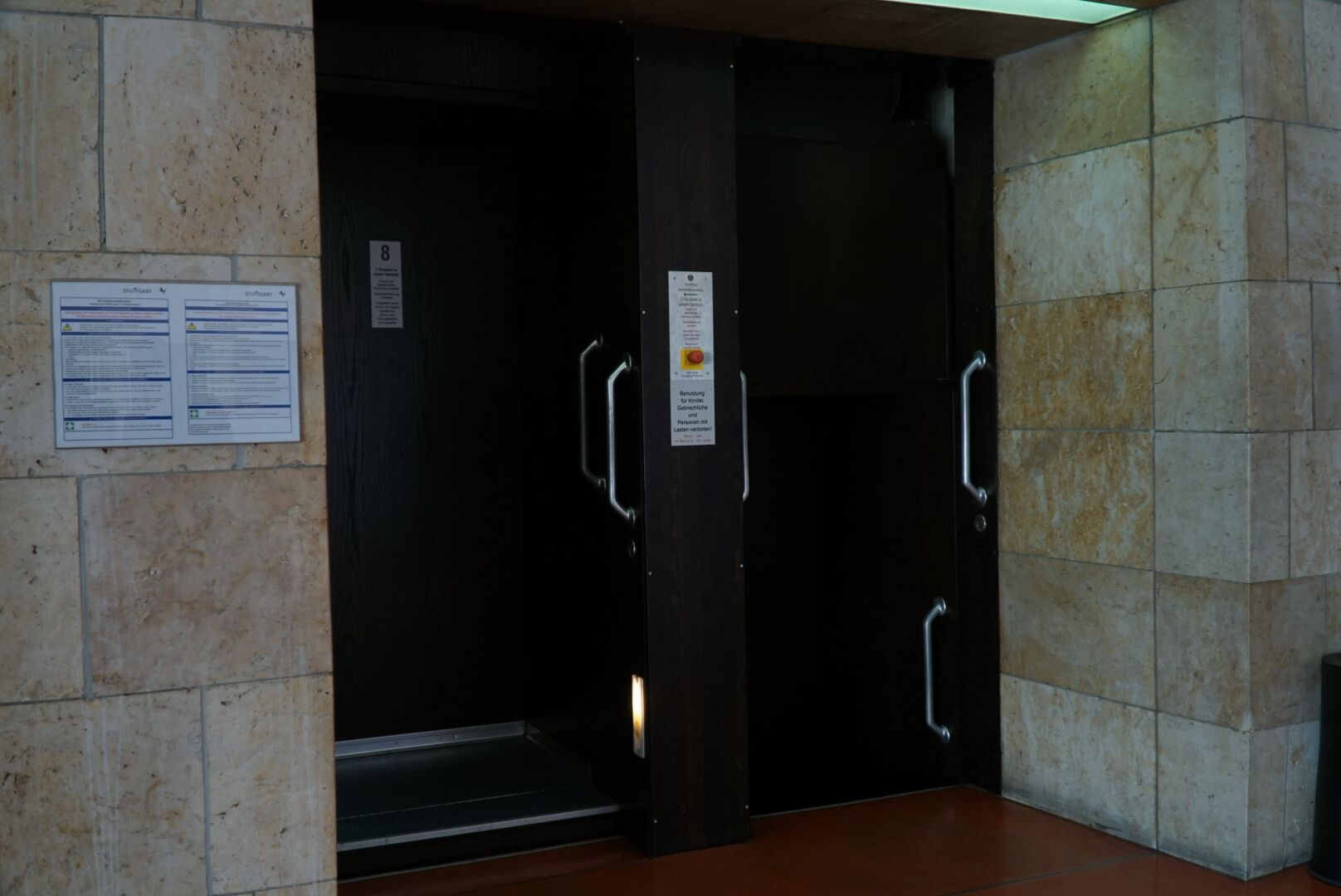
Winda paternoster (2019)